# Гроссклайн
Гроссклайн (нім. Großklein) — ярмаркова громада в окрузі Лайбніц австрійської федеральної землі Штирія.
Громада Клайн, назва якої має слов'янське походження, була перейменована у Гроссклайн (Великий Клайн) у 1958 році. 

## Сусідні громади
| Глайнштеттен               | Кіцек-ім-Заузаль          | Гаймшу |
|                            | Розташування              | Гамліц |
| Санкт-Йоганн-ім-Заггауталь | Лойчах-ан-дер-Вайнштрассе |        |